# メノミニー郡 (ミシガン州)
メノミニー郡（英: Menominee County）は、アメリカ合衆国ミシガン州アッパー半島の西部に位置する郡である。元々は1861年に「ブリーカー」という名前で設立されたが、郡政府が組織化された1863年にメノミニーに変更された。この名前はインディアンの言葉で「野生の米を食する人」を意味している。2010年国勢調査での人口は24,029人であり、2000年の25,326人から5.1%増加した。郡庁所在地はメノミニー市（人口8,599人）であり、同郡で人口最大の都市でもある。
メノミニー郡はウィスコンシン州に跨るマリネット小都市圏に属している。

## 地理
アメリカ合衆国国勢調査局に拠れば、郡域全面積は1,337.99平方マイル (3,465.4 km2)であり、このうち陸地1,043.52平方マイル (2,702.7 km2)、水域は294.47平方マイル (762.7 km2)で水域率は22.01%である。

### 主要高規格道路
- アメリカ国道2号線
- アメリカ国道41号線
- ミシガン州道35号線
- ミシガン州道69号線

#### 郡指定道路
- メノミニー郡道8号線
- メノミニー郡道12号線
- メノミニー郡道18号線

### 隣接する郡
- マーケット郡 - 北
- デルタ郡 - 北東
- ドア郡 (ウィスコンシン州) - 南東
- マリネット郡 (ウィスコンシン州) - 南西

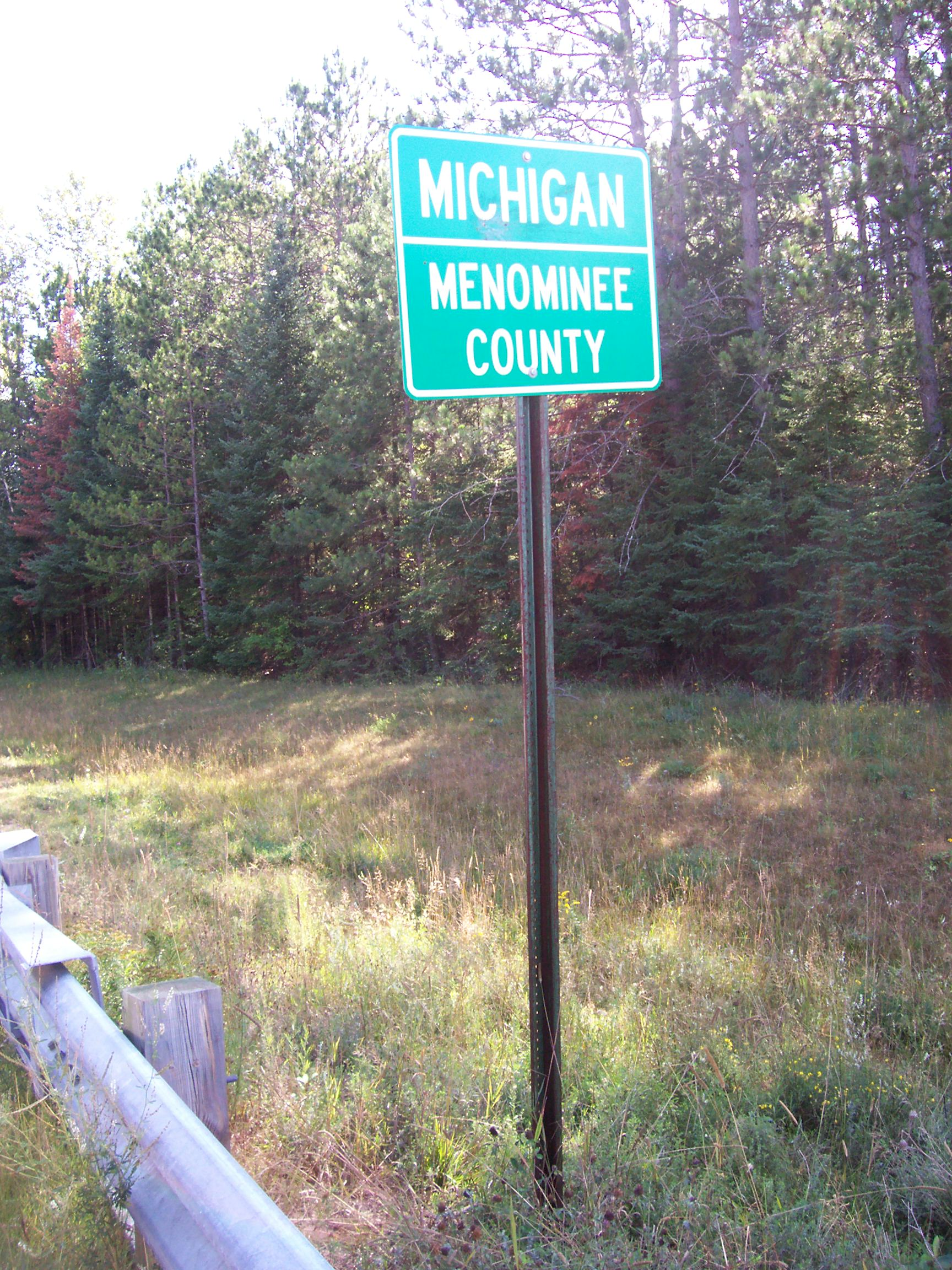
郡境の道路標識

- ディキンソン郡 - 北西

## 人口動態
以下は2000年の国勢調査による人口統計データである。
| 基礎データ - 人口: 25,326人 - 世帯数: 10,529 世帯 - 家族数: 7,001 家族 - 人口密度: 9人/km2（24人/mi2） - 住居数: 13,639軒 - 住居密度: 5軒/km2（13軒/mi2） 人種別人口構成 - 白人: 96.24% - アフリカン・アメリカン: 0.10% - ネイティブ・アメリカン: 2.27% - アジア人: 0.21% - その他の人種: 0.18% - 混血: 0.98% - ヒスパニック・ラテン系: 0.75% 先祖による構成 - フィンランド系：33.5% - ドイツ系：27.4% - フランス系：11.3% - ポーランド系：9.9% - スウェーデン系：8.4% - フランス系カナダ人：7.1% - アイルランド系：5.4% 言語による構成 - 英語：96.9% - スペイン語：1.1% | 年齢別人口構成 - 18歳未満: 24.0% - 18-24歳: 7.6% - 25-44歳: 26.2% - 45-64歳: 24.9% - 65歳以上: 17.3% - 年齢の中央値: 40歳 - 性比（女性100人あたり男性の人口） - 総人口: 98.9 - 18歳以上: 97.4 世帯と家族（対世帯数） - 18歳未満の子供がいる: 28.9% - 結婚・同居している夫婦: 53.8% - 未婚・離婚・死別女性が世帯主: 8.8% - 非家族世帯: 33.5% - 単身世帯: 29.2% - 65歳以上の老人1人暮らし: 13.2% - 平均構成人数 - 世帯: 2.36人 - 家族: 2.91人 収入と家計 - 収入の中央値 - 世帯: 32,888米ドル - 家族: 40,268米ドル - 性別 - 男性: 31,975米ドル - 女性: 21,837米ドル - 人口1人あたり収入: 16,909米ドル - 貧困線以下 - 対人口: 11.5% - 対家族数: 8.0% - 18歳未満: 15.6% - 65歳以上: 11.1% |

## 郡政府
郡政府は郡監獄の運営、地方道の維持、地方裁判所の運営、権利譲渡と抵当権設定記録など重要記録の維持、公衆衛生規制の管理、福祉など社会サービスの項目で州の施策への参加を行う。郡政委員会は予算を管理するが、法や条例を作るのは限定付き権限である。ミシガン州では、警察と消防、建設と区画割、税評価、街路維持など地方政府の大半機能は個々の都市と郡区の責任である。

## 郡区
メノミニー郡は下記14の郡区に分割されている。
| - シーダービル - ダゲット - [フェイソーン - ゴーリー | - ハリス - ホームズ - インガストン - レイク | - ミーレン - メノミニー - メイア - ナドー | - スポルディング - スティーブンソン |

## 都市と町
- メノミニー - 郡庁所在地
- スティーブンソン

### 村
- カーニー
- ダゲット
- パワーズ

### 未編入の町
- シーダーリバー
- ナドー
- ウォレス